# Volkstorf (Vastorf)
Volkstorf ist ein Ortsteil der Gemeinde Vastorf im Landkreis Lüneburg in Niedersachsen.

## Lage
Der Ortsteil Volkstorf liegt nördlich in der Gemeinde Vastorf und der Bahnlinie Lüneburg-Dahlenburg-Dannenberg. Der Ort hat eine direkte Zufahrt von der Bundesstraße 216 aus Norden, und eine Zufahrt von Vastorf und Rohstorf.

## Geschichte
Erwähnt wird Volkstorf erstmals 1296 in bonis Volquardestorp. Darin muss man die Besitzung eines Volquard oder Volkward sehen. Volkstorf gehört zu den zehntfreien wendischen Dörfern, die sich als Gürtel im Abstand von ca. 10 km zu Lüneburg bis Hohenbostel hin erstrecken.
Die Einwohner waren zu Land- und Jagdfolge und zu Kriegsreisen an das Amt verpflichtet, mussten aber keine Burgfeste leisten.
Das wüst gewordene Dorf Köstorf liegt in der Flur des jetzigen Dorfes Volkstorf. Die Köstorfer Ländereien, die von den Volkstorfern bewirtschaftet wurden, sollen wie auch die Horndorfer zu einem Edelhof in Reinstorf gehört haben.
Nördlich von Volkstorf wird 1309 in einer Bestätigung des Klosters Rastede zusammen mit anderen Dörfern des östlichen Ilmenauraumes „Berc“ genannt, eine Wüstung, deren Name in der Forst „Die Birken“ weiter existiert. Die Flur dieses wüsten Ortes ist wahrscheinlich der Südteil der Gemarkung Barendorf.
Kirchlich gehört Volkstorf zum Kirchspiel Reinstorf.
Am 1. März 1974 wurde Volkstorf in die Gemeinde Vastorf eingegliedert.